# Селиванов, Владимир Дмитриевич
Влади́мир Дми́триевич Буря́к (псевд. Селива́нов) (укр. Володимир Дмитрович Буряк (Селіванов), 7 апреля 1944 года — 16 января 2011 года), советский украинский журналист, поэт, прозаик, литературовед.

## Биография
Родился 7 апреля 1944 года в г. Днепродзержинске Днепропетровской области.
Окончил историко-филологический факультет Днепропетровского государственного университета (ДГУ).
Работал старшим редактором молодёжной студии Днепропетровского облтелерадиокомитета и продолжительное время — старшим научным сотрудником и заведующим лаборатории украинского фольклора ДГУ.
Профессор Днепропетровского национального университета (кафедры журналистики факультета Систем и средств массовой коммуникации).
Доктор филологических наук.
Директор Института журналистики и массовой коммуникации Классического приватного университета (Запорожье).
Автор книг «Молода трава», «Трикнижжя», «Любовь завжди», «Голосарій», «UNIVERSUM», «Етнобузок», «Над островами».
Написаны, но не успели выйти в свет при жизни учебник для вузов по журналистике и монография по философии журналистики.
Лауреат литературной премии им. Валерьяна Пидмогильного.
Вырос в семье приемных родителей в Верхнеднепровске.
Со студенческих лет и до начала нулевых жил в Днепропетровске, позже переехал в Запорожье.